# Valdas Trakys
Valdas Trakys (ros. Валдас Тракис, ur. 20 marca 1979 w Kretyndze) – litewski piłkarz występujący na pozycji napastnika, reprezentant Litwy w latach 1998–2009, trener piłkarski.

## Kariera klubowa
Rozpoczynał w litewskich klubach – Alsa Wilno, FK Panerys Wilno i FBK Kaunas. W 1998 roku po raz pierwszy wyjechał za granicę i przez krótki okres występował w belgijskim KRC Harelbeke. Następnie powrócił do FBK Kaunas, by w 2000 roku po raz drugi spróbować szczęścia w klubach z innych lig europejskic. W Rosji występował w Torpedo Moskwa i FK Chimki, w Islandii w Fimleikafélag Hafnarfjarðar zaś w Niemczech w SpVgg Greuther Fürth i VfL Osnabrück. Ponownie wrócił do Rosji w 2004 roku, reprezentował barwy klubu Kubań Krasnodar, a po krótkiej przerwie na grę w rodzinnym Atlantas Kłajpeda także w FK Orzeł. Kolejnymi klubami w karierze Trakysa były Atlantas Kłajpeda, azerski İnter Baku i litewski Ekranas Poniewież. W 2010 roku wyjechał do Grecji, by grać w MGS Panserraikos, następnie trafił do szkockiego Hibernian FC i ponownie do Grecji, tym razem do Anagennisi Epanomi. Od 2012 roku występuje w ekstraklasie litewskiej, najpierw w zespole Kruoja Pokroje, a od początku sezonu 2013 w Atlantas Kłajpeda.

## Kariera reprezentacyjna
Trakys w reprezentacji Litwy zadebiutował 16 sierpnia 1998 w towarzyskim meczu z Mołdawią. Na boisku przebywał do 80 minuty. W latach 1998−2009 rozegrał w niej 11 meczów, w których zdobył dwie bramki.
| Mecze i gole w reprezentacji | Mecze i gole w reprezentacji | Mecze i gole w reprezentacji | Mecze i gole w reprezentacji | Mecze i gole w reprezentacji | Mecze i gole w reprezentacji | Mecze i gole w reprezentacji |
| #                            | Data                         | Stadion                      | Rywal                        | Wynik                        | Gol                          | Rozgrywki                    |
| 1998                         | 1998                         | 1998                         | 1998                         | 1998                         | 1998                         | 1998                         |
| ---------------------------- | ---------------------------- | ---------------------------- | ---------------------------- | ---------------------------- | ---------------------------- | ---------------------------- |
| 1.                           | 16.08.1998                   | Kowno, Litwa                 | Mołdawia                     | 1:1                          | 0                            | towarzyski                   |
| 2000                         |                              |                              |                              |                              |                              |                              |
| 2.                           | 06.02.2000                   | Larnaka, Cypr                | Łotwa                        | 2:1                          | 1                            | towarzyski                   |
| 3.                           | 21.04.2000                   | Kowno, Litwa                 | Łotwa                        | 2:1                          | 0                            | towarzyski                   |
| 2001                         |                              |                              |                              |                              |                              |                              |
| 4.                           | 04.07.2001                   | Ryga, Łotwa                  | Estonia                      | 5:2                          | 1                            | towarzyski                   |
| 2006                         |                              |                              |                              |                              |                              |                              |
| 5.                           | 02.05.2006                   | Bełchatów, Polska            | Polska                       | 1:0                          | 0                            | towarzyski                   |
| 2008                         |                              |                              |                              |                              |                              |                              |
| 6.                           | 22.11.2008                   | Kuressaare, Estonia          | Estonia                      | 1:1                          | 0                            | towarzyski                   |
| 2009                         |                              |                              |                              |                              |                              |                              |
| 7.                           | 07.02.2009                   | Faro, Portugalia             | Polska                       | 1:1                          | 0                            | towarzyski                   |
| 8.                           | 12.08.2009                   | Luksemburg, Luksemburg       | Luksemburg                   | 1:0                          | 0                            | towarzyski                   |
| 9.                           | 09.09.2009                   | Toftir, Wyspy Owcze          | Wyspy Owcze                  | 1:2                          | 0                            | El. MŚ 2010                  |
| 10.                          | 10.10.2009                   | Innsbruck, Austria           | Austria                      | 1:2                          | 0                            | El. MŚ 2010                  |
| 11.                          | 14.10.2009                   | Mariampol, Litwa             | Serbia                       | 2:1                          | 0                            | El. MŚ 2010                  |

## Sukcesy

### Zespołowe
FBK Kaunas
- mistrzostwo Litwy: 1999, 2008, 2009

### Indywidualne
- król strzelców A lygi: 2009 (10 goli)
- najlepszy piłkarz grający na Litwie: 2009